# Jan Delay
Jan Delay, de son vrai nom Jan Philipp Eißfeldt, né le 25 août 1976 à Hambourg, est un rappeur et chanteur de reggae, soul et funk allemand. Il mène une carrière solo en même temps qu'il est membre du groupe Beginner.

## Biographie

### Débuts
Jan Delay grandit à Hambourg et obtient son Abitur en 1995. Il est un des trois membres du groupe Beginner (auparavant Absolut Beginner) et avec Tropf de la formation La Boom (de). Il utilise un pseudonyme pour ses premières publications Boba Ffett (d'après Boba Fett, un personnage de Star Wars). Il se fait appeler Eizi Eiz ou Eissfeldt avec Beginner, il prend le nom de Jan Delay pour ses œuvres solos, dans le genre reggae et funk. Le pseudonyme Jan Delay est d'abord un clin d'œil au rappeur Young Deenay ; il prend le mot anglais de delay (retard), un effet de réverbération dans la reggae, le dancehall et surtout la dub.
En 1997, il fonde avec quelques amis musiciens, le label Eimsbush (de) qui dépose le bilan en 2003.

### Albums et suites

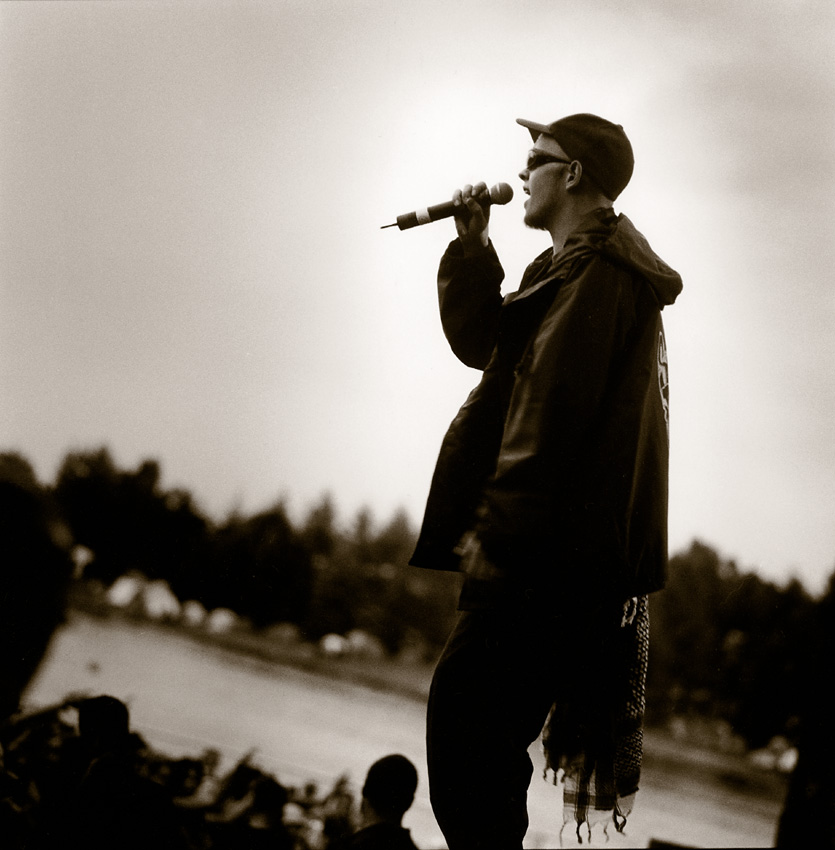
Jan Delay sur scène en 2001, au Splash Festival.

En 2001, son album solo Searching for the Jan Soul Rebels, qu'il a enregistré avec Sam Ragga Band (de), reçoit un bon accueil de la part de la critique, pour des mix innovants de différents styles de musique. Le titre fait référence à Searching for the Young Soul Rebels, le premier album de Dexys Midnight Runners. Cet album est réalisé en étroite collaboration avec le producteur Matthias Arfmann (de), entre autres, coproducteur du premier album de Patrice et des deux premiers albums de Beginner.
En août 2006, Jan Delay publie son deuxième album solo, Mercedes-Dance, avec son nouveau groupe Disko No. 1, coproduit par Matthias Arfmann et Tropf. Il change complètement de style. Dans l'introduction, il annonce : « Le reggae est mort, maintenant c'est le tour de la funk. » L'album comprend de nombreuses tonalités jazz et funk, les textes ne sont plus si engagés. Il est numéro 1 des ventes à sa sortie. Jan Delay sort un album live et un DVD de Mercedes-Dance. Auparavant, le single Klar est sorti. Il participe au concert Live Earth à Hambourg en 2007. Il fait du doublage pour les éditions allemandes de La Véritable Histoire du Petit Chaperon rouge et Moi, moche et méchant.
Après une collaboration pour le retour de Udo Lindenberg, Jan Delay sort son troisième album Wir Kinder vom Bahnhof Soul, toujours soul et funk, qui est aussi numéro 1 des ventes à sa sortie en août 2009. Le réalisateur Fatih Akın s'inspire de cet album pour son film Soul Kitchen et demande à Jan Delay d'utiliser une de ses chansons,. En juin 2010, sort la version live.
Au concours Eurovision de la chanson 2011, à Düsseldorf, il entre en scène avec Disko No. 1 lors de l'intermède. Le 11 avril 2014, Jan Delay publie l'album Hammer und Michel.

## Engagement politique
Dans ses chansons, Jan Delay dénonce le lobby des grandes entreprises. Il apporte son soutien aux Black Blocs contre le sommet du G8 2007, à Heiligendamm. Il participe à la campagne d'Oxfam International en 2012 contre la spéculation alimentaire et s'engage aussi avec une association pour l'alphabétisation.
Par ailleurs, il milite pour un quota de chansons en allemand dans les diffusions radio.

## Discographie

### Albums studio
- 2001 : Searching for the Jan Soul Rebels
- 2006 : Mercedes-Dance
- 2009 : Wir Kinder vom Bahnhof Soul
- 2014 : Hammer und Michel

### Albums live
- 2007 : Mercedes-Dance Live
- 2010 : Live! Wir Kinder vom Bahnhof Soul
- 2012 : Hamburg brennt!! Live

### Singles
- 1999 : Irgendwie, irgendwo, irgendwann
- 2001 : Ich möchte nicht, dass ihr meine Lieder singt!
- 2006 : Klar
- 2006 : Für immer und dich
- 2007 : Feuer
- 2007 : Im Arsch
- 2007 : Türlich, türlich (Word Up)
- 2009 : Oh Jonny
- 2009 : Disko
- 2010 : Hoffnung